# إدوارد إغلستون
إدوارد إغلستون (بالإنجليزية: Edward Eggleston) (10 ديسمبر 1837، إنديانا في الولايات المتحدة - 3 سبتمبر 1902، ليك جورج في الولايات المتحدة)؛ كاتب للأطفال، كاتب، مؤرخ وروائي أمريكي.

## روابط خارجية
- إدوارد إغلستون على موقع الموسوعة البريطانية (الإنجليزية)
- إدوارد إغلستون على موقع إن إن دي بي (الإنجليزية)